# Piattaforma di ghiaccio McMurdo
La piattaforma di ghiaccio McMurdo è una porzione della barriera di Ross delimitata dal canale McMurdo e dall'isola di Ross a nord e dalla scogliera Minna a sud, situata davanti alla costa di Scott, nella regione centro-occidentale della Dipendenza di Ross, in Antartide. La piattaforma è alimentata da diversi ghiacciai, di cui quello che fornisce il maggior apporto è il Koettlitz.

## Storia
Diversi studi dimostrarono che questa regione avesse caratteristiche ben distinte da quelle della piattaforma di Ross e dovesse quindi essere battezzata con un altro nome. A. J. Heine, che effettuò tali studi nel 1962-3, suggerì l'attuale nome per la regione delimitata dall'isola di Ross, dalla penisola Brown, dall'isola Black e dall'isola White e il Comitato consultivo dei nomi antartici (in inglese Advisory Committee on Antarctic Names)  decise di estenderlo anche alla piattaforma glaciale contigua, estesa fino alla scogliera di Minna.
Nel marzo 2010, mentre stavano fotografando la parte sottostante della piattaforma, alcuni scienziati scoprirono la presenza di un anfipode della famiglia dei Lysianassidae.